# Guido Vincenzi
Guido Vincenzi (Quistello, 1932. július 14. – Milánó, 1997. augusztus 14.) olasz válogatott labdarúgó, hátvéd, később edző.

## Pályafutása

### Játékosként
Vincenzi karrierjét 1950-ben a Reggianánál kezdte. Első idényében a Reggiana még stabil másodosztályú csapat volt, azonban a második szezonban kiesett, majd nem állt meg a lejtőn, 1952-ben a harmadosztálytól is búcsúzni kényszerült. A Reggianánál végül három évad alatt összesen hatvanhárom összecsapáson lépett pályára.
1953-ban az Interhez igazolt, ugyanis nem kívánt tovább olyan alacsony osztályban játszani, ahol a Reggiana szerepelt. Eredetileg csak a tartalékok között játszott, azonban Bruno Padulazzi helyén gyorsan megtalálta a helyét az első csapat kezdő tizenegyében is. Rögtön első évében bajnoki címet szerzett, ám később úgy alakult a karrierje, hogy végül ez lett az egyetlen scudettója.
1958-ban, Vincenzi egy súlyos térdsérülését követően az Inter úgy döntött, hogy eladja őt, végül helyet cserélt az UC Sampdoria csapatából Eddie Firmanival. A sérülés miatt ekkor már sokan leírták Vincenzit, azonban még volt néhány jó évet, ugyanis gyakorlatilag kirobbanthatatlan volt a Samp kezdőcsapatából.
A válogatottban három meccsen kapott lehetőséget, köztük Svájc ellen az 1954-es világbajnokságon.

### Edzőként
Néhány évvel játékos-pályafutása befejezése után edzősködésbe kezdett. Rögtön karrierje legelején, ráadásul egymás után megjárta mindkét városi rivális genovai csapatot, a Sampdoriát és a Genoát. Ezt követően viszont már csak alacsonyabb osztályú csapatoknál edzősködött, például két alkalommal a Casalénél. A Cremonesével harmadosztályú bajnoki címet szerzett.

## Sikerei, díjai

### Játékosként
- Bajnok: 
  - 1953-54

### Edzőként
- Serie C1: 
  - 1980-81